# 민욱 (배우)
민욱(閔旭, 본명: 민우기/閔宇基, 1947년 11월 26일 ~ 2017년 3월 2일)은 대한민국의 배우이다.
2017년 3월 2일에 두경부암으로 별세하였다.

## 이력
1968년 연극배우 첫 데뷔하였으며 이듬해 1969년 KBS 8기 공채 탤런트로 정식 데뷔하였다. 김병기와 KBS 공채 탤런트 동기다.

## 출연작

### 드라마
- 1975년 KBS 《전우》
- 1978년 KBS 《임진강》
- 1978년 KBS 《6.25》
- 1978년 KBS 《높은 갈》
- 1979년 KBS 《대한국인》 - 미조부치 타카오 역
- 1979년 KBS 《토지》 - 이용 역
- 1980년 KBS 《그 하늘 아래》
- 1980년 KBS 《순교자》
- 1980년 KBS 《검은 해협》
- 1981년 KBS 《매천야록》
- 1981년 KBS 《혼자 사는 여자》
- 1982년 KBS 《풍운》 - 이노우에 가오루 역
- 1983년 KBS 《전우》
- 1983년 KBS 《청춘행진곡》
- 1984년 KBS 《독립문》 - 서재필 역
- 1984년 KBS 《행복전쟁》
- 1984년 KBS 《사랑의 조건》
- 1985년 KBS 《새벽》 - 이강국 역
- 1986년 KBS 《형사 25시》 - 민 형사 역
- 1986년 KBS 《남십자성》
- 1989년 KBS 《천명》
- 1989년 KBS 《무풍지대》 - 내무부 장관 최인규 역
- 1990년 KBS 《꽃 피고 새 울면》
- 1991년 KBS 《도둑의 아내》
- 1991년 KBS 《3일의 약속》
- 1991년 KBS 《우리는 중산층》
- 1991년 KBS 《바람꽃은 시들지 않는다》
- 1992년 KBS 《오유란전》
- 1993년 SBS 《사랑의 조건》
- 1993년 MBC 《제3공화국》 - 손원일 제독 / 김성진 역
- 1994년 KBS 《남자는 외로워》
- 1995년 KBS 《하늘 바라기》 - 고은국 역
- 1995년 SBS 《코리아게이트》 - 김대중 역
- 1996년 KBS 《조광조》 - 심정 역
- 1996년 KBS 《옛날에 이길은》
- 1996년 KBS 《용의 눈물》 - 이종무 장군 역
- 1998년 SBS 《3김시대》 - 김대중 역
- 1999년 KBS 《왕과 비》 - 성현 역
- 2000년 KBS 《태조 왕건》 - 유긍달 역
- 2000년 KBS 《약속》 - 경섭 역
- 2001년 KBS 《사랑은 이런거야》 - 오동식 역
- 2002년 KBS 《제국의 아침》 - 왕육 역
- 2002년 KBS 《장희빈》 - 최석정 역
- 2003년 KBS 《무인시대》 - 최세보 역
- 2003년 SBS 《왕의 여자》- 이흥립 역
- 2004년 KBS 《금쪽같은 내 새끼》 - 김대석 역
- 2004년 SBS 《토지》 -
- 2005년 MBC 《제5공화국》 - 특전사령관 정병주 장군 역
- 2007년 KBS 《그대의 풍경》 - 동혁의 아버지 역
- 2008년 KBS 《싱글파파는 열애중》 - 민중호 역
- 2010년 KBS 《부자의 탄생》 - 하준태 역
- 2010년 KBS 《결혼해주세요》 - 학과장 역
- 2011년 OCN 《신의 퀴즈 2》 - 이사장 역

### 영화
- 1974년 《여자정신대》
- 1976년 《강력계》
- 1985년 에미 (영화)

### 광고
- 1985년 중외제약 복합 아루사루민

## 가족 관계
- 배우자 : 박정옥
  - 아들 : 민경국
  - 딸 : 민경화, 민경내, 민경은

## 같이 보기
- 양택조
- 사미자
- 정혜선